# 리즈와 파랑새
《리즈와 파랑새》(일본어: リズと青い鳥)는 2018년 4월 개봉한 일본의 드라마, 음악, 애니메이션 영화이다. 야마다 나오코가 감독을 요시다 레이코가 각본을 맡았다.
타케다 아야노의 소설 시리즈 울려라! 유포니엄을 기반으로 둔 스핀오프 속편이다. 동명의 애니메이션의 배경, 세계관, 캐릭터, 성우를 공유한다. 등장인물 중 요로이즈카 노조미와 카사키 노조미의 이야기가 중심이며, 작중 창작 동화 '리즈와 파랑새'를 액자식 구성으로 이야기를 진행한다.
일본은 2018년 4월 21일에 대한민국은 2018년 10월 9일에 개봉되었다. 한국 넷플릭스에 2019년 5월 10일 공개 예정이다. 비평가들로부터 두 주인공의 관계와 개성을 잘 표현한 사운드 트랙, 애니메이션 연출로 호평을 받았다.

## 줄거리
“너에겐 날개가 있고, 끝없이 펼쳐진 하늘도 있어”

늘 혼자였던 ‘리즈’ 앞에 어떤 소녀가 나타났어.

두 사람은 둘도 없는 친구가 되지만, 결국 헤어졌지.

왜냐면 그 소녀는 사실 ‘파랑새’였거든.

“이 동화, 꼭 우리 얘기 같지 않니?”

외톨이 ‘미조레’에게 다가와 친구가 되어준 ‘노조미’,

평생 단짝일 줄 알았던 둘은 어느새 고3 마지막 콩쿠르 합주곡 [리즈와 파랑새]를 준비한다.

머지않은 졸업이 두렵기만 한 미조레에게

노조미는 ‘동화는 언제나 해피엔딩!’이라며 더 활짝 웃어 보이는데…

이들의 마지막 연주는 아름답게 울려 퍼질 수 있을까?

## 음악
고등학교 취주악부가 배경인 영화인 만큼 음악, 음향에 큰 비중이 있는 작품이다.
우시오 켄스케와 마츠다 아키토(松田彬人) 두 작곡가가 참여했다.
우시오 켄스케는 야마다 나오코 감독의 전작 '목소리의 형태'에서도 합작을 했다. 고등학교 장면들을 실감나게 녹음하고 재구성한 미니멀 스타일의 배경음악을 작곡했으며, 작중 동화 리즈와 파랑새의 배경음악과 키타우지 고등학교의 취주악 공연 음악은 애니메이션 울려라! 유포니엄의 음악감독 마츠다 아키토가 맡았다.
영화의 사운드트랙은 사전에 제작되었고, 애니메이션 키 프레임을 후에 맞추는 식으로 제작되었다. 우시오의 음악이 쓰이는 장면들은 특히 애니메이션으로 표현하기 어려웠는데, 음악에 등장인물들의 각기 다른 발자국 소리를 사용했으며, 그 소리에 완벽히 맞는 동작을 그려야했기 때문이다. 목표는 "애니메이션과 배경음, 그리고 발자국 소리가 완전히 이어지는 것"이었다.
사운드트랙 녹음을 위해 우시오와 야마다는 영화의 모델이 되는 실제 학교를 찾아가 직접 학교 기물들을 두드리는 등의 여러 방법으로 만든 소리를 녹음했다. 또한, 영화에서 중요하게 쓰이는 테마인 데칼코마니에서 영감을 받은 기법을 모든 트랙의 기본으로 사용했다. 악보에 잉크를 찍어 접고 펼쳐 번진 악보의 자국으로 작곡의 바탕을 만들었다. 작중 트랙 데칼코마니에서는 비이커, 피아노, 책상 긁는 소리 등이 음악과 동기화 되는것을 들을 수 있다. 작중 사람의 발자국과 같은 소리를 자연스럽게 표현하기 위해서는 변칙적인 템포가 필요했는데, 우시오는 이를 음악에 동기화했을 때 싱크가 맞아떨어지는 믿지못할 기적을 경험했다고 말했다.

## 출연진
- 타네자키 아츠미 - 미조레 목소리 역
- 토우야마 나오 - 노조미 목소리 역
- 혼다 미유 - 리즈 목소리 역
- 후지무라 코노미 - 나츠키 목소리 역
- 야마오카 유리 - 유코 목소리 역
- 아사이 아야카 - 히즈키 목소리 역
- 토요타 모에 - 사파이어 목소리 역
- 안자이 치카 - 레이나 목소리 역
- 쿠로사와 토모요 - 오우마에 쿠미코 역
- 쿠와시마 호우코 - 사토미 목소리 역
- 나카무라 유이치 - 마사히로 목소리 역
- 사쿠라이 타카히로 - 노보루 목소리 역